# Henryk Brühl (lekarz)

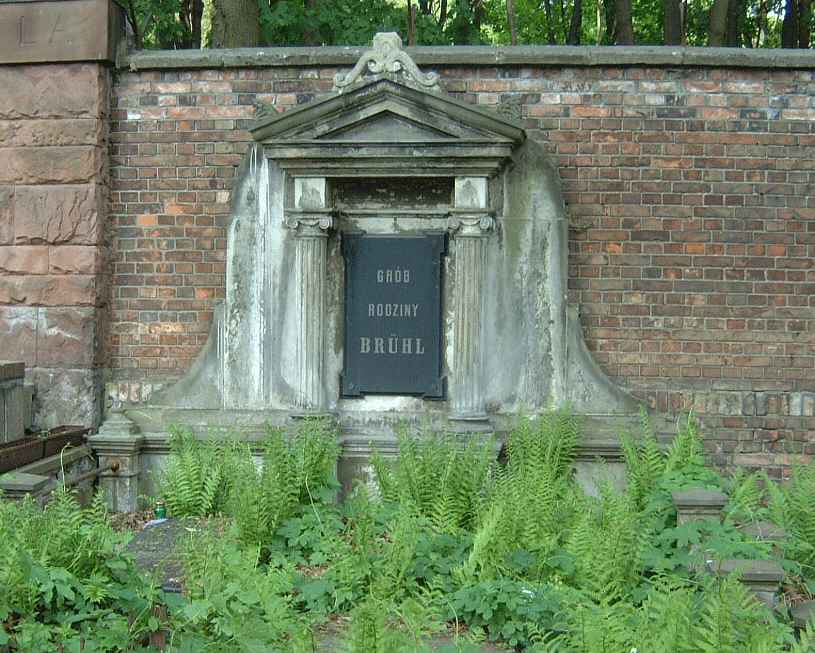
Kwatera Brühlów na Cmentarzu Ewangelickim w Warszawie, przy murze do Cmentarza Żydowskiego

Henryk Brühl (ur. 21 czerwca 1812 w Warszawie, zm. 22 lipca 1887 tamże) – polski lekarz.

## Życiorys
Pochodził z rodziny niemieckojęzycznej. Ojciec Jan (1759–1835), kupiec, i matka Wilhelmina z Israelów (ur. 1785), wyznawcy religii żydowskiej, pochodzili z Hamburga i przenieśli się do pruskiej wówczas Warszawy w końcu XVIII wieku. Henryk uczęszczał do Liceum Warszawskiego (jako chyba jedyny oprócz Adama Epsteina przedstawiciel religijnej mniejszości żydowskiej w stolicy) i po jego ukończeniu zapisał się w roku 1830 na Wydział Lekarski UW, potem, po zamknięciu warszawskich uczelni przez władze carskie, przeniósł się na dalsze studia do Krakowa i w końcu do Królewca, gdzie otrzymał tytuł doktora medycyny w roku 1836.
Po powrocie do Polski pracował m.in. w Węgrowie, Sokołowie (1839), Komorowie i Biłgoraju (1843). W roku 1847 został mianowany lekarzem powiatowym w Łowiczu. Od 1848 do 1868 działał jako lekarz powiatowy w Łęczycy i jednocześnie jako lekarz więzienny w tym mieście , po czym powrócił do Warszawy i otworzył tam prywatną praktykę.

## Rodzina
W roku 1838 Henryk i jego małżonka Augusta Maria z Bambergów (zm. 1885) porzucili wiarę mojżeszową i przyjęli wyznanie luterańskie. Jedna z ich córek, Matylda (1861–1901) była znaną śpiewaczką i nauczycielką śpiewu, występowała pod pseudonimem Wilma Monti. Poślubiła kuzyna Dawida Ludwika Brühla. Pozostałe dzieci to: Amelja Anna (ur. 4.8.1851, zm. 16.8.1912), Marja (zm. 6.1.1934), Emma (ur. 1854, zm. 11.4.1912 - poślubiła Jana Glińskiego) oraz Alfons Aleksander (ur. 6.12.1859). 
Henryk Brühl miał ośmioro rodzeństwa. Z braci wyróżnili się Bogumił (zm. 1854), lekarz, Jakub Ludwik, fabrykant powozów, i Jan Emanuel (zm. 1863), właściciel ziemski, posiadacz Targówka i Grochowa V i VI (według starego podziału tych dóbr), dziś części dzielnic prawobrzeżnej Warszawy. Z bratanków Henryka godni wspomnienia są Dawid Ludwik, warszawski lekarz, i Juliusz Wilhelm, profesor uniwersytetu w Heidelbergu, członek PAU.
Henryk i Augusta Maria Brühlowie zostali pochowani na cmentarzu ewangelickim w Warszawie (Al.27 nr 8), tam też obok kuzyna-małżonka Dawida Ludwika (Al. A nr 33), spoczywa ich córka Matylda oraz jej siostra Amelja Anna.

## Odznaczenia
- Order św. Anny III klasy